# Piet Kraak
Pieter Cornelis Kraak, dit Piet Kraak, né le 20 août 1928 et mort le 28 avril 1984, est un ancien footballeur international néerlandais. Il évoluait au poste de gardien de but.

## Carrière
De 1946 à 1953, il joue au Stormvogels IJmuiden. De 1954 à 1960, il est le gardien de l'USV Elinkwijk, où il est titulaire à partir de 1957.
Il joue 33 matchs internationaux reconnus par la FIFA, dont deux lors des Jeux olympiques de 1948 organisés à Londres et un lors des Jeux olympiques de 1952 qui se déroulent en Finlande. 
Il dispute son premier match en équipe nationale le 10 mars 1946 contre le Luxembourg et son dernier le 4 novembre 1959 contre la Norvège.